# Іванов Віталій Олександрович (вчений)
Віта́лій Олекса́ндрович Іванов (4 вересня 1946, Моршанськ, Тамбовська область  — 22 червня 2019) — український вчений, академік НАН України за спеціальністю фізика моря (04.02.2009), доктор фізико-математичних наук, виконувач обов'язків директора Морського гідрофізичного інституту НАН України (з 2000).

## Біографія
Народився 4 вересня 1946 року у Моршанську Тамбовської області.
З 1962 по 1966 навчався у Туапсинському гідрометеорологічному технікумі, з 1968 по 1974 — в Азербайджанському держуніверситеті, з 1974
по 1977 — в аспірантурі географічного факультету Московського держуніверситету. У 1977 захистив кандидатську дисертацію.
З 1978 працював у Морському гідрофізичному інституті.
Помер 22 червня 2019 року.